# Сенчури (Флорида)
Сенчури (енгл. Century) град је у америчкој савезној држави Флорида. По попису становништва из 2010. у њему је живело 1.698 становника.

## Демографија
Према попису становништва из 2010. у граду је живело 1.698 становника, што је 16 (0,9%) становника мање него 2000. године.
| Група             | 2000.       | 2010.       |
| Белци             | 667 (38,9%) | 669 (39,4%) |
| Афроамериканци    | 971 (56,7%) | 952 (56,1%) |
| Азијати           | 11 (0,6%)   | 8 (0,5%)    |
| Хиспаноамериканци | 28 (1,6%)   | 19 (1,1%)   |
| Укупно            | 1.714       | 1.698       |